# 龍山村
23°31′0.61″N 120°34′34.1″E / 23.5168361°N 120.576139°E
龍山村是中華民國臺灣嘉義縣竹崎鄉轄下的行政區。
位於嘉義縣之東半部，東鄰文峰村、金獅村，西鄰竹崎村、和平村，北隔牛稠溪與復金村、緞繻村為鄰，南與塘興村、義隆村相鄰。
聚落內的水道東嶽殿和瓦厝埔龍山岩寺廟為該村景點

## 地理
本村位於竹崎鄉的中央，東鄰文峰村、金獅村，西鄰竹崎村、和平村，北隔牛稠溪與復金村、緞繻村為鄰，南與塘興村、義隆村相鄰。

## 聚落歷史
龍山村境內有11個聚落，分別為水道頭、頂崎腳、南靖厝、埤頂、瓦厝埔、大庭、水尾仔、崁仔腳、枋仔林、汪厝、義崎聚落。
歷史沿革：本村村名在日治時代為瓦厝埔，中華民國政府遷台之後，經地方人士多次反應，瓦厝埔諧音為「害厝埔」村名極為不雅，使地方發展遲緩，
乃多方思考本村有座寺廟為龍山岩且群山環抱，如一條巨龍，故取名龍山村延用至今。

## 教育
龍山村內設有國民小學，為龍山國民小學。
龍山國小位於嘉義縣竹崎鄉，創立於西元1955年(民國四十四年)。距離鄉中心約五公里，往瑞里風景區與觀音瀑布的水道頭街上。

## 文化資產
龍山村境內有水道東嶽殿和瓦厝埔龍山岩寺廟。

### 水道東嶽殿
東嶽殿的創建起源是當地有一位為張登歷者夢見地藏王菩薩前來指示，要他回福建漳州故鄉將家中的地藏王菩薩請來臺灣奉祀。爾後因地方狹小，地方人士始有籌建寺廟之議，西元1971(民國六十年)開始動工興建，到西元1972(民國六十一年)進火安香落成。
而東獄殿之名是地藏王菩藏所賜的

### 瓦厝埔龍山岩
瓦厝埔龍山岩主奉觀音佛祖，是在西元1817年(清朝嘉慶二十二年)時，由一位唐山善士帶來送給當地的一位善士奉祀。後來才創建臨時廟宇，當時只是茅草土屋的簡陋殿堂，到西元1862(同治元年）由地方信士協議發起籌建正式的廟宇。到西元1945(民國三十四年)由地方信士再籌備重建，是光復後竹崎鄉第一座建設的廟宇，後來又於西元1967(民國五十六年)重修。

## 景點
嘉義縣竹崎鄉龍山村水道頭老街，路口豎立10雙大小造型都不一樣的木屐，最大的長達1公尺，重達100公斤的巨大木屐是由「阿榮師」何朝榮手工打造。
配合阿里山國家風景區管理處的規畫，將重新營造這條被稱為「台灣平地最後的檜木老街」。